# Im Garten der Pusteblumen
Im Garten der Pusteblumen (französisches Original La Vallée des Moulins) ist ein Kinderbuch von Noelia Blanco mit Illustrationen von Valeria Docampo, ins Deutsche übersetzt von Anna Taube. Das Buch erschien 2013 beim Kinder- und Jugendbuchverlag Mixtvision (München). Das Buch erschien außer in der französischen und deutschen Fassung auch auf Englisch.

## Handlung
Das Buch erzählt von dem Mädchen Anna, das in einer sonderbaren Traumwelt, dem Tal der Windmühlen, lebt. Alle anderen Bewohner des Tales haben mit der Zeit das Wünschen und Träumen verlernt, da sie durch die „perfekten Maschinen“ ebenso perfekte Träume und Glücksmomente erfahren. Nur die Schneiderin Anna schafft es, der Tristesse zu entkommen, indem sie sich ihre eigenen Träume und Wünsche tief im Innersten bewahrt hat.
Ebenfalls im Tal wohnt ein Riese, dessen größter Herzenswunsch es ist zu fliegen. Die Schneiderin Anna legt nun mit viel Fantasie und Mut alles daran, dem Riesen das Fliegen zu ermöglichen.

## Hörspiel und App
Neben dem Buch erschienen auch ein Hörspiel sowie eine App für Android.
Das Hörspiel wurde vom Headroom Verlag herausgegeben und von Martina Gedeck eingesprochen. Regie führte Theresia Singer. Die Musik des Hörbuches stammt zum Großteil von Frederic Bernard.
Für die Entwicklung der Android-App war neben dem Buchverlag Mixtvision das Progamierstudio Kazou – unter Leitung von Simon Amberger – verantwortlich. Die musikalische Untermalung für die App stammt vom Sonic Bunch Chris Gilcher und Sebastian Watzinger.

## Rezeption
Das Buch sowie auch das Hörbuch und die App erhielten von der Fachpresse überwiegend sehr positive Kritik sowie zahlreiche Auszeichnungen und Nominierungen, u. a. für den Kinderbuchhörpreis.
Kinderbuch-Couch schrieb zum Buch:
„Im Garten der Pusteblumen“ ist eine stimmungsvolle Gutenachtgeschichte und ein traumhaft schöner Einwurf in die Zeit. Wenn es auch ein wenig verklärt wirkt, so steckt das Buch durch seine märchenhaften Bilderwelten doch voller Magie!
Zum Hörbuch schrieb der Kinderbuchhörpreis:
Was das Buch mit seinen ausdrucksstarken Bildern erzählt, spiegelt sich in diesem kleinen Kunstwerk zum Hören aufs Feinste wider. Das Hörbuch lädt ein, die Augen zu schließen, zu lauschen, wie die sanfte Erzählstimme Worte hinter das Rattern der Maschinen schiebt, von der Sehnsucht der Menschen nach Verlorenem „im Garten der Pusteblumen“ spricht, sich für kleine Dialoge öffnet, während Klaviermelodien einen filigranen Klangteppich über alles breiten. Eine wunderschöne Inszenierung, die aus Worten, Stimmen, Geräuschen und Musik Bilder im Kopf malt, die träumen lässt und voller Poesie von der Kraft der Wünsche erzählt.
Die Fachjury des TOMMI zu der App:
Mit Schneiderin Anna wie eine Pusteblume durch das Tal der Windmühlen fliegen. Dort, wo perfekte Maschinen den Menschen alles abnehmen und dadurch das Träumen eingestellt wurde, versucht Anna die Träume zurückzugewinnen. Die wunderschöne, fast schon philosophische Geschichte wird um ein Spiel, das beliebig oft wiederholt werden kann, herumerzählt. Die App ist zudem sehr sicher: Es gibt keine bedenklichen Inhalte, keine Werbung und keine Links, die aus der App herausführen. Der Elternbereich ist durch eine Kindersicherung geschützt.